# NN-51
La carretera NN-51 es una vía departamental secundaria de Nicaragua que conecta el municipio de Santo Tomás del Norte con Cinco Pinos, ambos ubicados en el departamento de Chinandega. Tiene una longitud de aproximadamente 10,75 km y forma parte de la red vial bajo jurisdicción del MTI. Esta ruta es importante para el acceso local en la zona fronteriza del noroeste del país.

## Coordenadas
Uno de los tramos de la NN-51 puede ser encontrado en las coordenadas: 13°11′53″N 87°25′07″O / 13.1981, -87.4186